# Гамильтоны
Гамильтоны (англ. Hamilton) — шотландский дворянский род и возглавляемый им одноименный клан, один из важнейших в Южной Шотландии. Глава рода Гамильтонов до сих пор является Первым герцогом Шотландии и хранителем королевского дворца Холируд.

## Происхождение
Семейство Гамильтонов считалось самым родовитым из семейств горной Шотландии. Некоторое время Гамильтоны даже претендовали на шотландский трон. Их нынешний глава — герцог, премьер-министр Шотландии, наследник дома Дугласов и наследственный хранитель дворца Холируд.
Гамильтоны, по-видимому, ведут своё происхождение от английских переселенцев в Клайдсайд в юго-западной Шотландии, поскольку есть несколько мест с названием Гамельтун, Гамбледоун и т. д. Первое упоминание о Гамильтонах относится к 1296 году, когда некий рыцарь Уолтер Фитцгилберт из Хамелдона выступил в поддержку английского короля Эдуарда I, пытавшегося захватить власть в Шотландии. Позднее, однако, род Гамильтонов перешел на сторону национального короля Роберта Брюса, за что был вознагражден замком Кадьов (или Кадзоу), ставшим родовым имением семьи. Восхождение Гамильтонов началось с женитьбы в 1474 году лорда Гамильтона на принцессе Марии, дочери шотландского короля Якова II. Их сын в 1503 году был возведён в титул графа Аррана и получил значительные земельные владения на одноименном острове, в том числе и замок Бродик. К середине 1530-х годов скончались все потомки первых королей из династии Стюартов по мужской линии, и графы Аррана стали наследниками шотландского престола. В XVI веке Гамильтоны неоднократно назначались регентами страны в периоды несовершеннолетия монархов и фактически являлись ведущим аристократическим родом страны. Попытки овладения престолом (особенно интенсивные при жизни Джеймса Гамильтона, герцога де Шательро), однако, не увенчались успехом. В 1599 году Гамильтоны получили титул маркиза, а в 1643 году Джеймс, 3-й маркиз, получил титул герцога Гамильтон. Этот титул перешел к его дочери Анне, которая вышла замуж за Уильяма Дугласа, 1-го графа Селкирка. Это случилось после смерти её дяди Уильяма, 2-го герцога, в сражении при Вустере в 1651 году. Граф Селкерк стал третьим герцогом Гамильтон, таким образом объединив два больших семейства. 4-й герцог был очень популярен благодаря упрямому сопротивлению объединению с Англией в 1707 году и позже был убит на дуэли с лордом Мохуном в 1712 году. В период движения якобитов в конце XVII — первой половине XVIII веков Гамильтоны остались верны королям Великобритании, что позволило им сохранить свои ведущие позиции в государственной системе страны до XX века. Именно на переговоры с герцогом Гамильтоном летел в 1941 году Рудольф Гесс, заместитель фюрера, когда он высадился с парашютом в Шотландии.
Существует несколько ветвей семейства Гамильтон: из Аберкорна, Далзелла и Иннервика.

### Графы Арран

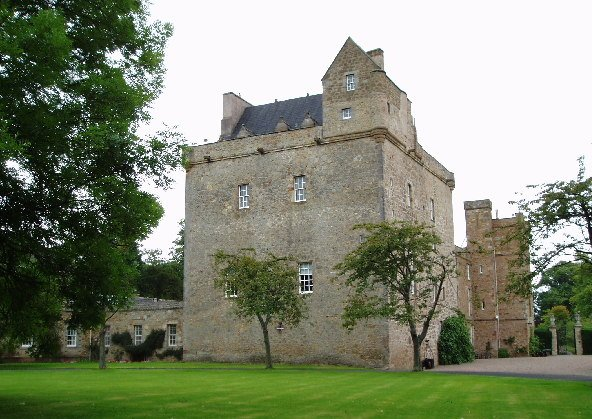
Замок Леннокслов, родовой замок Гамильтонов

- Джеймс, 1-й граф Арран (1503—1529), один из правителей Шотландии в период несовершеннолетия короля Якова V.
- Джеймс, 2-й граф Арран и герцог де Шательро (1529—1575), сын 1-го графа Арран, регент Шотландии в 1543—1554 годах, наследник шотландской короны и один из лидеров протестантской революции 1559—1560 годов.
- Джеймс, 3-й граф Арран (1575—1609), сын 2-го графа Арран, неоднократный претендент на брак с английской королевой Елизаветой I и шотландской королевой Марией Стюарт. После смерти Джеймса титул графа Аррана унаследовал его племянник, маркиз Гамильтон (см. ниже).

### Маркизы Гамильтон
- Джон, 1-й маркиз Гамильтон (1599—1604), младший брат 3-го графа Аррана.
- Джеймс, 2-й маркиз Гамильтон (1604—1625), сын 1-го маркиза.
- Джеймс, 3-й маркиз Гамильтон (1625—1649), сын 2-го маркиза, с 1643 года — герцог Гамильтон (см. ниже).

### Герцоги Гамильтон

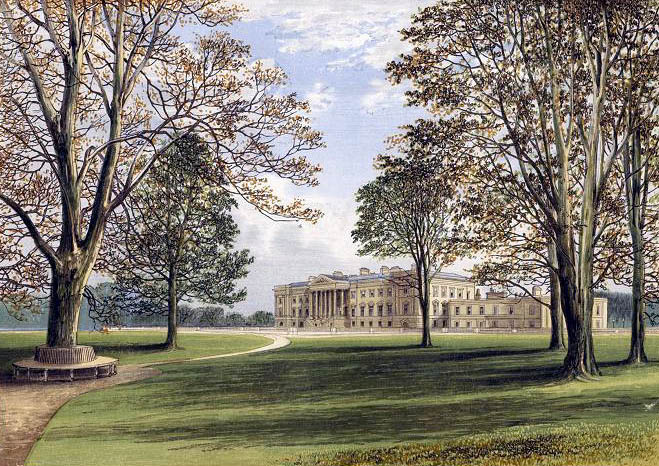
Дворец герцогов Гамильтон ок. 1880 года

- Джеймс, 1-й герцог Гамильтон (1643—1649), один из шотландских лидеров во время Английской революции и ковенантского движения, сторонник короля Карла I, казнен спустя месяц после казни короля.
- Уильям, 2-й герцог Гамильтон (1649—1651), брат 1-го герцога, лидер роялистов Шотландии и руководитель шотландского вторжения в Англию в 1651 году.
- Анна, 3-я герцогиня Гамильтон (1651—1698), дочь 1-го герцога.
- Джеймс, 4-й герцог Гамильтон (1698—1712), сын 3-й герцогини и Уильяма Дугласа, 1-го графа Селкирка, лидер шотландских националистов, выступавших против объединения с Англии, с 1711 года — 1-й герцог Брендон. Его младший брат Джордж Гамильтон стал одним из первых британских фельдмаршалов.
- Джеймс, 5-й герцог Гамильтон (1712—1743), сын 4-го герцога.
- Джеймс, 6-й герцог Гамильтон (1743—1758), сын 5-го герцога.
- Джеймс, 7-й герцог Гамильтон (1758—1769), сын 6-го герцога, с 1761 года — 1-й маркиз Дуглас.
- Дуглас, 8-й герцог Гамильтон (1769—1799), сын 6-го герцога, младший брат 7-го герцога.
- Арчибальд, 9-й герцог Гамильтон (1799—1819), сын 5-го герцога, дядя 6-го и 7-го герцогов.
- Александр, 10-й герцог Гамильтон (1819—1852), сын 9-го герцога, посол Великобритании в России и поклонник Наполеона Бонапарта.
- Уильям, 11-й герцог Гамильтон (1852—1863), сын 10-го герцога, был женат на четвероюродной сестре императора Франции Наполеона III.
- Уильям, 12-й герцог Гамильтон (1863—1895), сын 11-го герцога.
- Альфред, 13-й герцог Гамильтон (1895—1940), прапраправнук 4-го герцога, пятиюродный брат 12-го герцога.
- Дуглас, 14-й герцог Гамильтон (1940—1973), сын 13-го герцога; организатор противовоздушной обороны Шотландии, участник переговоров с Рудольфом Гессом.
- Ангус, 15-й герцог Гамильтон (1973—2010), сын 14-го герцога.
- Александр, 16-й герцог Гамильтон (с 5 июня 2010 года), сын 15-го герцога.

## Шведские Гамильтоны

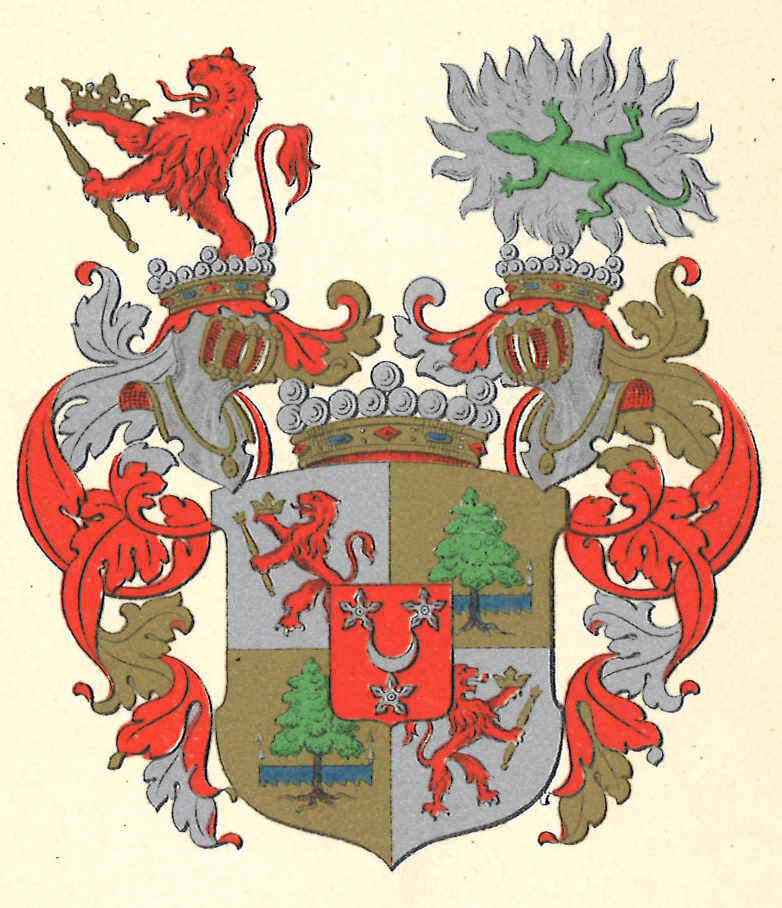
Герб шведских Гамильтонов

Представители шотландского дворянского рода появились в Швеции в XVII веке. Одним из представителей рода стал барон Хуго Юхан Гамильтон (1668—1748), попавший в плен в Полтавской битве (в последующем шведский фельдмаршал).

## Русская «ветвь»
Существует версия, согласно которой записанный в VI часть родословной книги Тульской, Самарской и Московской губерний первый род нетитулованных дворян Хомутовых (в Российской империи было известно три дворянских рода Хомутовых), происходит от шотландца Томаса Гамильтона, выехавшего в Россию из Великобритании в 1542 году вместе с малолетним сыном Петром, который потом состоял «на службе по Нову-Городу». Считается, что английское «Hamilton» было искажено в русском языке и превратилось в более понятное «Хомутов». Герб внесён в VII часть Общего гербовника дворянских родов Российской империи.
Одна из представительниц рода потомков Томаса, сохранившая фамилию, — Евдокия Григорьевна Гамильтон — была женой боярина Артамона Матвеева; другая — Евдокия Петровна — ушла в раскол; третья — Мария Даниловна Гамильтон — была любовницей Петра I, им же и казнена. Сведения о русской ветви от Томаса до Евдокии известны из собственноручно начертанного Евдокией для своего сына от Артамона Матвеева родословного древа.